# ドップラー・ライダー
ドップラー・ライダー（英語: Doppler Lidar）とは、ドップラー効果による周波数の変移を観測することで、観測対象の相対的な移動速度と変位を観測する事のできるLIDARの一種である。LIDARとは、Light Detection and Ranging、Laser Imaging Detection and Rangingの略であり、「光検出と測距」ないし「レーザー画像検出と測距」は、光を用いたリモートセンシング技術の一つである。

## 概要
マイクロ波の気象レーダーと比較して波長が短いため大気中のエアロゾルを対象としてライダーは晴天時でも測定可能となっている。
測定可能距離はレーザー出力によるが、世界的に普及しているものでは、鉛直照射型で上空200m程度、水平照射型（スキャニング）で10km程度、風速・風向を観測することが可能である。
また、設置地点からレーザー光を照射することで、観測範囲は陸上に限らず、洋上も観測可能である。